# Georg Diestel
Georg Heinrich Friedrich Diestel (* 23. Dezember 1854 in Linden bei Hannover; † 20. Januar 1926 in Berlin) war ein deutscher Architekt und preußischer Baubeamter.

## Leben
Georg Diestel war ein Sohn des Zollrevisors Karl Heinrich Diestel und dessen Ehefrau Agnes Bertha Dorothee Diestel geb. Wex. Er besuchte die Oberrealschule in Göttingen und war danach Bau-Eleve in Göttingen und Hannover. Von 1875 bis 1879 studierte er als Schüler von Conrad Wilhelm Hase u. a. an der Polytechnischen Schule Hannover. 1880 legte er die Bauführerprüfung (das erste Staatsexamen) ab und begann anschließend den Vorbereitungsdienst als Regierungsbauführer (Referendar). Im selben Jahr wurde er Mitglied im Architekten- und Ingenieur-Verein Hannover, später im Architektenverein zu Berlin. 1883 wurde er nach dem bestandenen zweiten Staatsexamen zum Regierungsbaumeister (Assessor in der öffentlichen Bauverwaltung) ernannt. Er war dann bis 1885 bei der Landdrostei Stade und der Landdrostei Hildesheim beschäftigt. Von 1885 bis 1889 folgte eine Beschäftigung bei der Bezirksregierung Breslau, danach arbeitete er – immer noch im Rang eines Regierungsbaumeisters – in der Bauabteilung des preußischen Ministeriums der öffentlichen Arbeiten in Berlin. 1891 wurde er zum Landbauinspektor ernannt. 1896 wurde er als Hilfsarbeiter zur Ministerial-, Militär- und Baukommission überwiesen. 1897 wurde er zum Regierungs- und Baurat befördert und mit der selbständigen Leitung der Neubauten für die Königliche Charité in Berlin betraut. 1908 wurde er zum Geheimen Baurat ernannt. und 1921 in den Ruhestand versetzt. Er war Mitglied im Präsidium des Deutschen Zentralkomitees zur Bekämpfung der Tuberkulose und um 1923 selbst an Tuberkulose erkrankt, woran er 1926 in der Charité starb.

## Ehrungen
- 1900: preußischer Roter Adlerorden IV. Klasse[10]
- 1910: preußischer Kronenorden III. Klasse[11]

## Werk

### Bauten
- 1883–1886: Verwaltungsgebäude der Bezirksregierung in Breslau, Lessingplatz
- um 1888–1890: verschiedene Klinikgebäude der Universität Breslau, Maxgarten
  - um 1888: Chirurgische Klinik und Medizinische Klinik (Entwurfsbearbeitung zusammen mit Regierungs- und Baurat Waldhausen; Oberleitung durch Waldhausen; Bauleitung durch Regierungsbaumeister Kirchhoff)[12]
  - um 1889: Pathologisches Institut (Entwurfsbearbeitung zusammen mit Regierungs- und Baurat Waldhausen; Oberleitung durch Waldhausen; Bauleitung durch Regierungsbaumeister Wosch)[13]
  - um 1890: Klinik für Hautkrankheiten (Entwurfsbearbeitung zusammen mit Regierungs- und Baurat Waldhausen; Oberleitung durch Waldhausen; Bauleitung durch Regierungsbaumeister Wosch)[14]
- 1897–1900: Vorentwurf für das Institut für Infektionskrankheiten (weitere Entwurfsbearbeitung durch Regierungs- und Baurat Hans Rösener; Oberleitung durch Georg Thür; Bauleitung durch den Geheimen Baurat Julius Emmerich und Landbauinspektor Albrecht Habelt)[15]
- 1897–1917: Charité-Gebäude in Berlin[16]
  - 1896–1900: Sammlungsgebäude (Pathologisches Museum) (Entwurfsbeteiligung und Oberleitung; Bauleitung durch Kreisbauinspektor Stukenbrock; unter Denkmalschutz)[17]
  - 1898–1899: Direktoren-Wohnhaus (Entwurf zusammen mit Regierungsbaumeister Krielke; Oberleitung; Ausführung durch Krielke und Regierungsbaumeister Albert Carsten; nicht erhalten)[18]
  - 1898–1901: Verwaltungsgebäude (Entwurfsbearbeitung nach Grundrissskizzen von Thür zusammen mit Carsten; Oberleitung; Ausführung durch Regierungsbaumeister Krielke; unter Denkmalschutz)[19]
  - 1898–1905: Psychiatrische und Nervenklinik (Entwurf zusammen mit Carsten; Oberleitung; Ausführung durch Baurat Knocke; unter Denkmalschutz)[20]
  - 1899–1901: Hals-, Nasen- und Ohrenklinik (Entwurf und Oberleitung; Ausführung durch Regierungsbaumeister Joseph Redlich)[21]
  - 1900: Kochküchengebäude, Maschinen- und Werkstättenhaus (Entwurfsbearbeitung und Oberleitung; Ausführung durch Kreisbauinspektor Metzing; unter Denkmalschutz)[22]
  - 1901: Kapelle der Charité Berlin (Entwurf; im Zweiten Weltkrieg zerstört)[23]
  - 1901–1903: Kinderklinik (Entwurf und Oberleitung; Ausführung durch Regierungsbaumeister Krielke und Adolf Schmidt; unter Denkmalschutz)[24]
  - 1901–1904: Chirurgische Klinik (Entwurf und Oberleitung; Ausführung durch Landbauinspektor Metzing; unter Denkmalschutz)[25]
  - 1903–1905: Pathologisches Institut (Entwurf; unter Denkmalschutz)[26]
  - 1904: Baracken für Krebskranke (zusammen mit Regierungsbaumeister Rahm)[27]
  - 1906: Poliklinik für Haut- und Geschlechtskrankheiten (zusammen mit Baurat Knocke; unter Denkmalschutz)[28]
  - 1907–1913: I. und II. Medizinische Universitätsklinik (Entwurf und Oberleitung; Ausführung durch Baurat Metzing († 1912), danach Regierungsbaumeister Hermann Mylius; unter Denkmalschutz)[29]
  - 1908:Tuberkulose-Baracken (zusammen mit Landbauinspektor Metzing)[30]
  - 1909: Um- und Erweiterungsbau des Gynäkologischen Pavillons der Frauenklinik (zusammen mit Baurat Knocke)[31]
  - 1909–1912: Erweiterungsbau der Ohrenklinik (Planbearbeitung nach Grundrissentwürfen von Thür und Oberleitung; Ausführung durch Baurat Knocke; unter Denkmalschutz)[32]
  - 1913–1916: Medizinische Poliklinik (Planbearbeitung nach Entwurf von Thür und Oberleitung; Ausführung durch Regierungsbaumeister Mylius, ab 1914 Regierungsbaumeister Oehme; unter Denkmalschutz)[33]

### Entwürfe
- 1890: Wettbewerbsentwurf für den Neubau des Kreishauses in Cottbus (Teilnahme beschränkt auf Mitglieder des Architekten-Vereins zu Berlin; nicht prämiert; nicht ausgeführt)[34]
- 1890: Wettbewerbsentwurf für den Neubau des Rathauses in Geestemünde (Teilnahme beschränkt auf Mitglieder des Architekten-Vereins zu Berlin; prämiert mit dem 3. Preis; nicht ausgeführt)[35]

### Schriften
- Georg Diestel, Otto Ferdinand Lorenz: Neuere Krankenhäuser in Wien und Budapest. In: Zeitschrift für Bauwesen. Nr. 7, 1895, Sp. 341–352 (zlb.de).
- Die Neubauten der Königlichen Charité in Berlin. In: Centralblatt der Bauverwaltung. Nr. 19, 1897, S. 205–208 (zlb.de).
- Der Neubau der Hals-, Nasen- und Ohrenklinik der Charité in Berlin. In: Zentralblatt der Bauverwaltung, 22. Jahrgang 1902, ...[21]
- Der Neubau des Direktoren-Wohnhauses der Charité in Berlin. In: Zentralblatt der Bauverwaltung, 22. Jahrgang 1902, ...[18]
- Die neue Universitätsklinik für Kinderkrankheiten in der Charité in Berlin. In: Zentralblatt der Bauverwaltung, 25. Jahrgang 1905, ...[24]
- Der Neubau des Verwaltungsgebäudes der Charité in Berlin. In: Zentralblatt der Bauverwaltung, 27. Jahrgang 1907, ...[19]
- Die neue Psychiatrische und Nervenklinik in der Charité in Berlin. In: Zentralblatt der Bauverwaltung, 31. Jahrgang 1911, ...[20]
- Die Kosten der Krankenhausbauten und die Möglichkeit ihrer Ermäßigung. In: Zentralblatt der Bauverwaltung. Nr. 23/24/25, 1920, S. 142–144 (zlb.de).

#### Zugeschriebene Schriften
(Veröffentlichungen ohne Verfasser-Angabe, die mit hoher Wahrscheinlichkeit Diestel zuzuschreiben sind, da sie zu der Reihe von Veröffentlichungen über die Charité-Bauten zwischen 1897 und 1917 gehören)
- Das neue Sammlungsgebäude des Pathologischen Instituts der Universität Berlin. In: Zentralblatt der Bauverwaltung, 20. Jahrgang 1900, ...[17]
- Die neue Universitätsklinik für Kinderkrankheiten in der Charité in Berlin. In: Zentralblatt der Bauverwaltung, 25. Jahrgang 1905, ...[15]
- Der Neubau des Verwaltungsgebäudes der Charité in Berlin. In: Zentralblatt der Bauverwaltung, 27. Jahrgang 1907, ...[19]
- Der Neubau der Universitäts-Ohrenklinik auf dem Grundstück der Charité in Berlin. In: Zentralblatt der Bauverwaltung, 33. Jahrgang 1913, ...[32]
- Der Neubau der I. und II. Medizinischen Universitätsklinik in der Charité in Berlin. In: Zentralblatt der Bauverwaltung, 34. Jahrgang 1914, ...[29]
- Der Neubau der Medizinischen Poliklinik der Charité in Berlin. In: Zentralblatt der Bauverwaltung, 37. Jahrgang 1917, ...[33]